# Sant Martí de la Cortinada

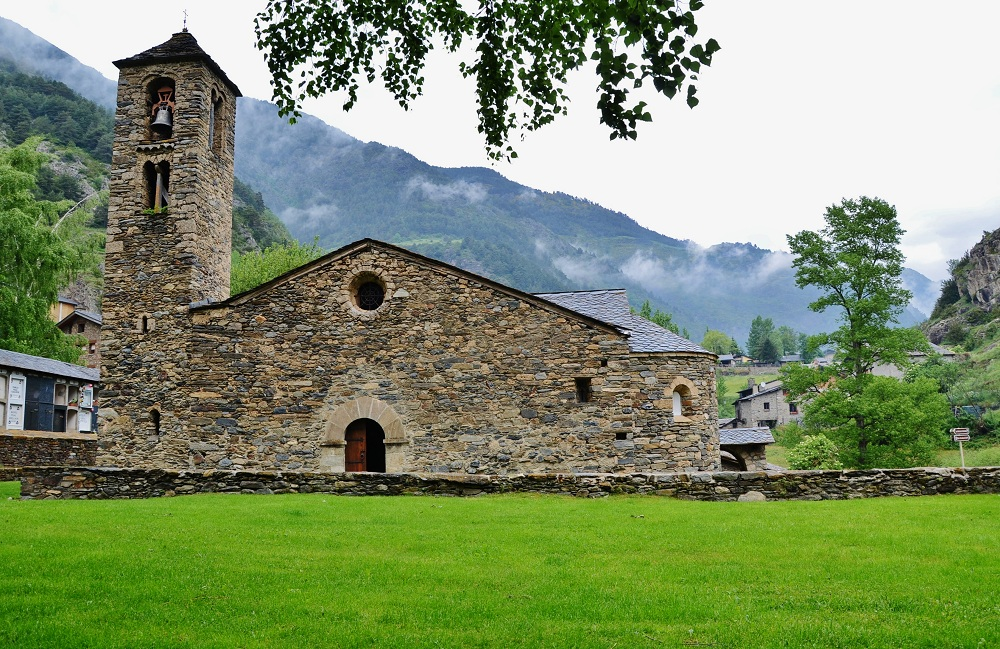
Església Sant Martí de la Cortinada

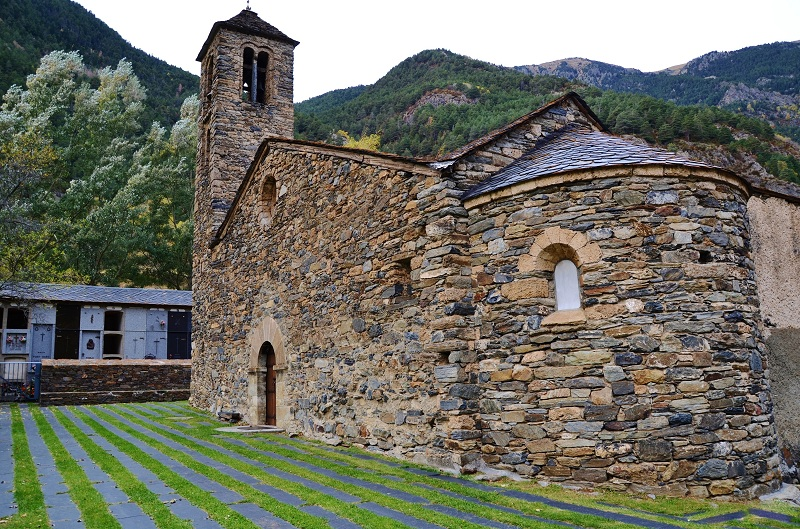

Die Església Sant Martí de la Cortinada ist eine romanische Kirche nördlich von Ordino im Fürstentum Andorra.

## Beschreibung
Das ursprüngliche Gebäude wurde im 12. Jahrhundert errichtet und im 17. und 18. Jahrhundert erweitert. Der Hochaltar mit einem mehrfarbigen Holzaltarbild aus dem 17. Jahrhundert ist dem Schutzpatron der Kirche gewidmet. Das fast quadratische Kirchenschiff mit Apsis verfügt über vier Seitenkapellen. Der Glockenturm mit zwei Etagen befindet sich am Ende des ursprünglichen Kirchenschiffs.
Im Jahr 1968 wurde bei der Restaurierung im Bereich der Apsis Wandmalereien des Meisters von La Cortinada gefunden, die aus dem späten 12. Jahrhundert stammen. Die Wandmalereien zeigen Figuren wie beispielsweise eine Art Wolf mit gespaltener Zunge und eine Figur des Guillem Guifré (1041–1075) aus dem Bisbat d’Urgell, sowie ein Bildnis des Kirchenpatrons der Kirche Martin von Tours, eines der bekanntesten Heiligen der römisch-katholischen Kirche.

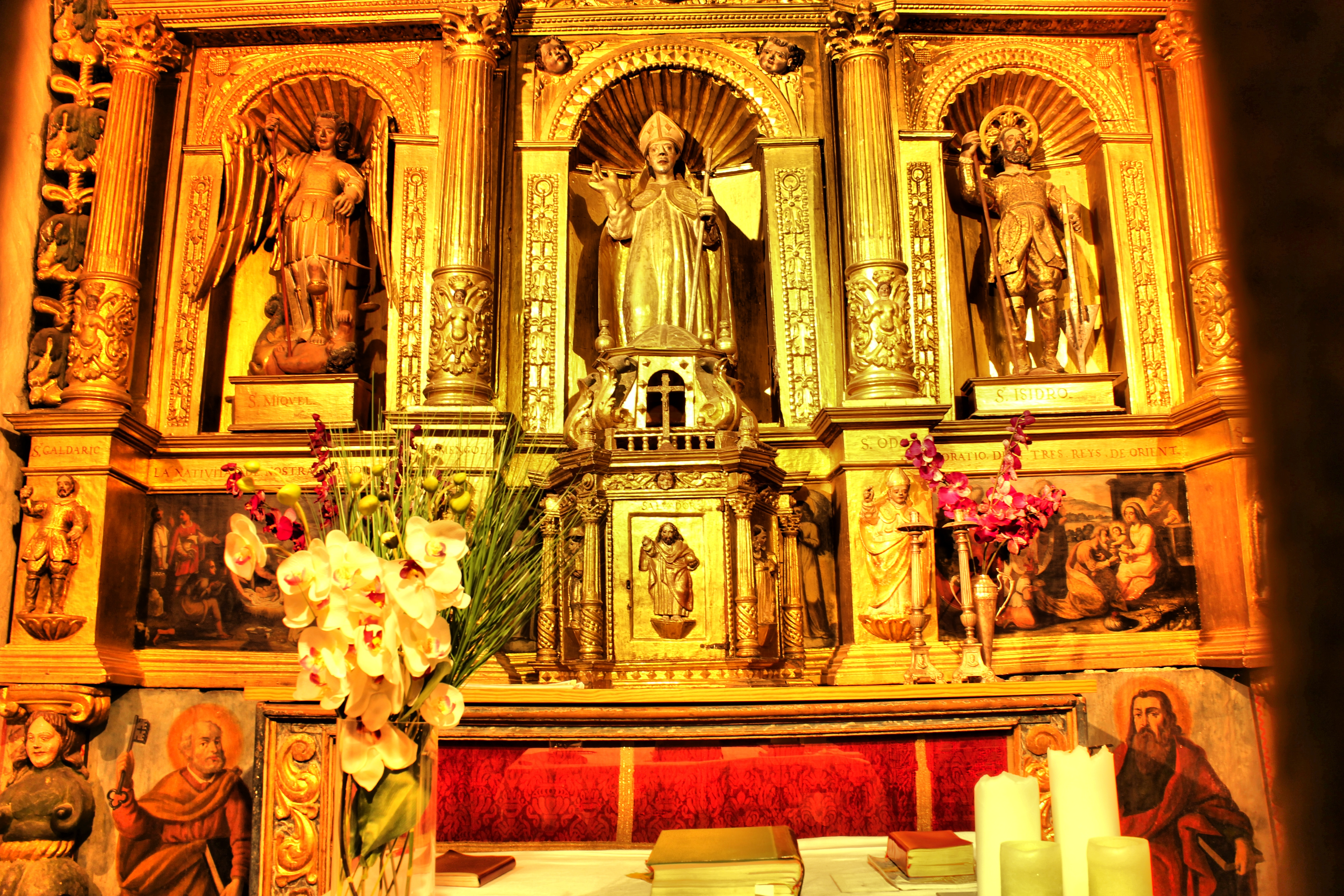
Seiten-Altar

Die Kirche enthält auch andere historische Elemente, wie einen Satz von vier barocken Altarbildern aus dem 18. Jahrhundert in den Seitenkapellen, Holzmöbel und Beichtstuhl aus dem 17. Jahrhundert, ein Glockenspielrad (Carillon) und eine Reihe schmiedeeiserner Geländer, die auf die Tradition des Eisens in Andorra hinweisen und zum Schutz des Hochaltars und der Seitenkapellen angebracht wurden.
Das Bauwerk ist auf Grundlage des Gesetzes über das kulturelle Erbe Andorras (Llei del patrimoni cultural d’Andorra) vom 12. Juni 2003 als Denkmal Nº 24 geschützt.

## Trivia
Rund um die Kirche befinden sich weitere im typischen andorranischen Baustil errichtete Bauwerke, wie die Mühle Cal Pal, ein Sägewerk mit dem Cal-Pal-Herrenhaus mit einem für Andorra einzigartigen weißen Fachwerk-Turm.